# پادگان تفنگداران دریایی واشینگتن، دی. سی
پادگان تفنگداران دریایی واشینگتن، دی. سی (انگلیسی: Marine Barracks, Washington, D.C.) پادگان سپاه تفنگداران دریایی ایالات متحده آمریکا است که در گوشه خیابان‌های هشتم و یکم، در جنوب شرقی واشنگتن دی سی قرار دارد. این بنا که در سال ۱۸۰۱ تأسیس شده است، یک بنای تاریخی ملی، قدیمی‌ترین مقر در سپاه تفنگداران دریایی، اقامتگاه رسمی فرمانده سپاه تفنگداران دریایی از سال ۱۸۰۶ و محوطه اصلی تشریفاتی این سپاه است. این بنا محل استقرار گروه طبل و شیپور تفنگداران دریایی ایالات متحده ("متعلق به فرمانده") و گروه موسیقی تفنگداران دریایی ("متعلق به رئیس‌جمهور") است. تفنگداران دریایی، مأموریت‌های تشریفاتی را در داخل و اطراف منطقه پایتخت ملی و همچنین در خارج از کشور انجام می‌دهند. آنها همچنین در صورت لزوم، امنیت مکان‌های تعیین‌شده در اطراف واشنگتن دی سی را تأمین می‌کنند و افسران پادگان بخشی از برنامه کمک‌های اجتماعی کاخ سفید هستند.
پادگان تفنگداران دریایی واشنگتن و خانه تاریخی فرماندهان در سال ۱۹۷۲ در فهرست ملی اماکن تاریخی ثبت شدند. یک ملک ۶ هکتاری با هشت ساختمان مشارکت‌کننده در این فهرست گنجانده شده است. این بنا در سال ۱۹۷۶ به عنوان یک بنای تاریخی ملی ثبت شد.